# Aloencyrtus indicus
Aloencyrtus indicus is een vliesvleugelig insect uit de familie Encyrtidae. De wetenschappelijke naam is voor het eerst geldig gepubliceerd in 1996 door Singh & Prasad.